# 賓厄姆萊克 (明尼蘇達州)
賓厄姆萊克（英語：Bingham Lake）是一個位於美國明尼蘇達州卡頓伍德縣的城市。

## 人口
根據2020年美國人口普查的數據，賓厄姆萊克的面積為2.06平方千米，當中陸地面積為2.06平方千米，而水域面積為0.00平方千米。當地共有人口137人，而人口密度為每平方千米67人。